# Giambattista Giraldi Cinthio
Giambattista Giraldi Cintio, Cinthio o Cinzio (Ferrara, 1504 - íd, 1573) fue un escritor y filósofo italiano.

## Biografía
Alumno del Estudio de su ciudad natal, enseñó después Medicina, Filosofía y Literatura. Fue secretario del Duque de Ferrara entre 1547 y 1563, pero por una disputa surgida por cuestiones de prioridad literaria entre él y el otro secretario, Giambattista Pigna, se vio obligado a retirarse. Aceptó la oferta del duque de Saboya y pasó al Estudio de Mondovi; estuvo después en Turín, en Pavía en 1571 y finalmente volvió a Ferrara, donde murió.

## Obra
Vivió enseñando y escribiendo. En el curso de muchos años compuso una colección de cuentos, los Hecatommiti (traducida al español en 1590 por Luis Gaytán de Vozmediano con el título de Primera parte de las cien novelas, Toledo, Pedro Rodríguez, a costa de Julián Martínez) obra por la cual se le incluye entre los novellieri y en la cual se revela como escritor de imaginación ampulosa y moralizadora. Precisamente por aquellos años en que se discutían y se difundían los cánones de la Poética de Aristóteles y la Contrarreforma católica iba reformando la producción artística, supo conciliar clasicismo y moralismo a imitación de Séneca. De esa conciliación nacieron sus nueve tragedias, la primera de las cuales y la más célebre es Orbecche, representada por primera vez en 1541, en la que la catarsis se alcanzaba mediante el horror y la piedad cristiana de casos extremadamente atroces. Del mismo modo moralizó los héroes de la épica en el poema Ercole (Hércules). Quiso reanudar con Egle el ejemplo clásico del drama satírico, al mismo tiempo que respondía a lo que al cabo era, un erudito. Teorizó sobre materia literaria en sus famosos Discorsi: Acerca del componer poemas novelescos y Acerca de del componer comedias y tragedias.
Su importancia deriva de haber sido el primero de los literatos italianos que trabajó asiduamente para el teatro y de haber acercado al público italiano al género de la tragedia, abandonado desde hacía siglos.
- Datos: Q724672